# Piz Gloria
El Piz Gloria es un restaurante giratorio situado en la cima del Schilthorn, cerca de Mürren en el Oberland bernés, en Suiza.  

## Historia
Ubicado a 2970 metros de altura, el acceso a la cima solo es posible por medio de un teleférico. Este último y el restaurante fueron construido por el arquitecto bernés Konrad Wolf. A pesar de que se promociona como el primer restaurante giratorio del mundo, construido en 1969,ya existían otros como el Space Needle de Seattle, en Estados Unidos, realizado en 1962.
Debido a las condiciones difíciles de trabajo, la mayoría de unidades de construcción fueron en gran parte prefabricadas. El revestimiento exterior del piso superior completamente vitrado, está cubierto de paneles de aluminio recubiertos de madera. El mecanismo de rotación está arreglado de tal forma que los invitados tengan una vista hacia el exterior. Un anillo de tres metros efectúa una rotación completa alrededor del eje de 12 metros cada hora, gracias a la energía solar. 
El panorama alpino de 360 grados abarca el hermoso triunvirato de montañas: Eiger, Mönch y Jungfrau, extendiéndose hasta el Mont-Blanc y la Selva Negra. Existe una réplica de este restaurante llamado Confitería Giratoria, localizado en el Cerro Otto, en la ciudad de San Carlos de Bariloche, en Argentina. 

## James Bond
El nombre de Piz Gloria se debe a la novela de James Bond Al servicio secreto de su Majestad (1963), donde se recrea la guarida del villano Ernst Stavro Blofeld. En la historia, este lugar se encuentra en alguna zona del valle de Engadina, cerca de Sankt Moritz, donde se habla romanche. El término piz es el término en romanche para designar la cima de una montaña, aunque el restaurante real se encuentra en el oberland de Berna, donde no se habla este idioma.
Los productores de la película de James Bond Al servicio secreto de su Majestad quedaron impresionados a finales de los años 1960 por el futurista restaurante giratorio, que todavía estaba a medio construir, y contribuyeron financieramente para terminarlo, a cambio de su uso exclusivo para la película, estrenada en 1969, donde el edificio tiene un papel relevante. Tras el éxito del filme, el restaurante retuvo el nombre de Piz Gloria de la película y actualmente reconoce que su fama comercial le viene dada por este motivo. La planta baja alberga una exposición de James Bond con objetos y videos de la película.